# Ion Creangă
Ion Creangă, také známý jako Nica al lui Ştefan Petrei, Ion Torcălău nebo Ioan Ştefănescu (1. březen 1837, nebo 10. červen 1839, Târgu Neamț – 31. prosinec 1889, Iași) byl populární moldavský spisovatel a nacionalista, klíčová postava rumunské literatury 19. století.

## Život
Narodil se jako nejstarší z osmi dětí v rolnické rodině v dnešním Moldavsku a s městským způsobem života se ani později úplně nevyrovnal. Na přání své energické matky studoval v Jasech na pravoslavného kněze, zvolil si však povolání učitele. Byl velmi originální vyprávěč s velkou fantazií a smyslem pro humor, se svým okolím se ale často dostával do konfliktů i kvůli každodenním zvykům.
Hojně čerpal z rumunského folklóru, psal o životě na venkově. Psal též originální pohádky a erotickou literaturu. V politice se angažoval v nacionalistické skupině Fracțiunea liberă și independentă. Jeho literární debut byl poměrně pozdní a následoval krátce poté, co se spřátelil s národním rumunským básníkem Mihaiem Eminescem. Oba se stali členy literární společnosti Junimea. Jeho přímým potomkem byl Horia Creanga, jeden z předních rumunských architektů v meziválečném období. V anketě 100 největších Rumunů (Mari români), kterou uspořádala roku 2006 rumunská veřejnoprávní stanice Televiziunea Română, a v níž hlasující měli hledat největší osobnosti rumunských dějin, skončil na 43. místě.

## Česky a slovensky vyšlo
- Měšec s dvěma grošíky: povídky. Praha: SNDK 1958
- O dvoch nevlastných sestrách. Bratislava: Mladé letá1978
- Vzpomínky z dětství. Praha: SNKLHU 1958